# Austintown (Ohio)
Austintown es un lugar designado por el censo ubicado en el condado de Mahoning en el estado estadounidense de Ohio. En el Censo de 2010 tenía una población de 29677 habitantes y una densidad poblacional de 982,37 personas por km².

## Geografía
Austintown se encuentra ubicado en las coordenadas 41°5′31″N 80°44′18″O / 41.09194, -80.73833. Según la Oficina del Censo de los Estados Unidos, Austintown tiene una superficie total de 30.21 km², de la cual 30.12 km² corresponden a tierra firme y (0.29%) 0.09 km² es agua.

## Demografía
Según el censo de 2010, había 29677 personas residiendo en Austintown. La densidad de población era de 982,37 hab./km². De los 29677 habitantes, Austintown estaba compuesto por el 89.92% blancos, el 6.9% eran afroamericanos, el 0.19% eran amerindios, el 0.61% eran asiáticos, el 0.03% eran isleños del Pacífico, el 0.58% eran de otras razas y el 1.77% pertenecían a dos o más razas. Del total de la población el 2.68% eran hispanos o latinos de cualquier raza.